# 刘宏 (1971年8月)
刘宏（1971年—），湖南省衡阳市衡东县人，1999年至2009年数次因盗窃罪、一次非法持有枪支罪、两次脱逃罪在中国内地被判处监禁，2008年和2009年分别以混在未着制服的新狱警中、翻墙的方式越狱，后均被抓获，引发舆论关注。